# Sant Salvador de les Pereres
Sant Salvador de les Pereres és una ermita a l'indret de les Pereres al terme municipal de Mediona (Alt Penedès) inclosa a l'Inventari del Patrimoni Arquitectònic de Catalunya. Capella de reduïdes dimensions que consta d'una sola nau, amb absis de planta semicircular i volta de canó que comença sobre una motllura horitzontal, amb coberta a dos vessants i campanar de cadireta. Entrada frontal amb llinda de pedra i petites finestres laterals d'arc de mig punt i esqueixada. Ús de materials pobres: pedra menuda, argamassa i guix.